# Mistrzostwa Polski Seniorów w Lekkoatletyce 1974
50. Mistrzostwa Polski Seniorów w Lekkoatletyce – zawody sportowe, które rozgrywane były w Warszawie na stadionie Skry w dniach 19–21 lipca 1974 roku.
Były to mistrzostwa w obsadzie międzynarodowej. Poniżej podani są medaliści mistrzostw Polski, czyli Polacy, którzy osiągnęli najlepsze rezultaty w danych konkurencjach. Jeżeli w pierwszej trójce był zawodnik z innego państwa, jest to zaznaczone w przypisie.
Podczas mistrzostw Bronisław Malinowski ustanowił rekord Polski w biegu na 3000 metrów z przeszkodami wynikiem 8:19,2, Irena Szewińska wyrównała rekord na 100 metrów rezultatem 10,9, a Mirosław Wodzyński na 110 metrów przez płotki wynikiem 13,3 s. Ponadto Edward Łęgowski ustanowił najlepszy wynik w maratonie czasem 2:16:48.

## Rezultaty
| NR – rekord Polski \| SB – najlepszy wynik w sezonie \| PB – rekord życiowy |

### Mężczyźni
| Konkurencja                   | 1. miejsce                                                                            | Rezultat  | 2. miejsce                                                                       | Rezultat  | 3. miejsce                                                                               | Rezultat  |
| Bieg na 100 m                 | Andrzej Świerczyński Warszawianka                                                     | 10,3      | Bogdan Grzejszczak Górnik Zabrze                                                 | 10,4      | Zenon Licznerski Lechia Gdańsk                                                           | 10,4      |
| Bieg na 200 m                 | Marek Bedyński Gwardia Warszawa                                                       | 21,1      | Jerzy Czerbniak MKS AZS Łódź                                                     | 21,1      | Bogdan Grzejszczak Górnik Zabrze                                                         | 21,1      |
| Bieg na 400 m                 | Roman Siedlecki ŁKS Łódź                                                              | 46,7      | Jan Werner Gwardia Warszawa                                                      | 46,8      | Marian Gęsicki Zawisza Bydgoszcz                                                         | 47,2      |
| Bieg na 800 m                 | Ryszard Świniarski Calisia Kalisz                                                     | 1:47,8    | Andrzej Kupczyk Górnik Wałbrzych                                                 | 1:47,9    | Krzysztof Linkowski Olimpia Poznań                                                       | 1:48,2    |
| Bieg na 1500 m                | Henryk Szordykowski Wawel Kraków                                                      | 3:40,2    | Henryk Wasilewski Orkan Poznań                                                   | 3:40,4    | Daniel Jańczuk Śląsk Wrocław                                                             | 3:40,6    |
| Bieg na 5000 m                | Henryk Nogala Oleśniczanka                                                            | 13:42,2   | Jerzy Kowol Górnik Zabrze                                                        | 13:47,4   | Zbigniew Pierzynka Wisła Kraków                                                          | 13:48,0   |
| Bieg na 10 000 m              | Henryk Nogala Oleśniczanka                                                            | 28:36,0   | Edward Łęgowski Legia Warszawa                                                   | 28:37,0   | Edward Mleczko Cracovia                                                                  | 28:44,0   |
| Bieg na 110 m przez płotki    | Mirosław Wodzyński Górnik Zabrze                                                      | 13,3 =NR  | Leszek Wodzyński Legia Warszawa                                                  | 13,4      | Przemysław Siciński MKS AZS Łódź                                                         | 13,6      |
| Bieg na 400 m przez płotki    | Jerzy Hewelt Bałtyk Gdynia                                                            | 50,6      | Tadeusz Kulczycki Orkan Poznań                                                   | 51,4      | Waldemar Szlendak MKS AZS Warszawa                                                       | 52,0      |
| Bieg na 3000 m z przeszkodami | Bronisław Malinowski Olimpia Grudziądz                                                | 8:19,2 NR | Józef Rębacz ŁKS Łódź                                                            | 8:29,2    | Henryk Lesiuk Legia Warszawa                                                             | 8:31,0    |
| Sztafeta 4 × 400 m            | Zawisza Bydgoszcz Marian Gęsicki Mieczysław Wąsik Ryszard Paciorek Zenon Szordykowski | 3:10,6    | MKS AZS Warszawa Cezary Łapiński Waldemar Szlendak Zdzisław Przybysz Bogdan Skup | 3:11,2    | Górnik Wałbrzych Aleksander Błażejak Kazimierz Obrycki Andrzej Kupczyk Stanisław Rychter | 3:11,6    |
| Chód na 20 km                 | Jan Ornoch Flota Gdynia                                                               | 1:28:56,6 | Jerzy Pater Flota Gdynia                                                         | 1:29:15,4 | Stanisław Korneluk Flota Gdynia                                                          | 1:28:59,0 |
| Skok wzwyż                    | Jacek Wszoła MKS AZS Warszawa                                                         | 2,09      | Marek Jędrzejczak Flota Gdynia                                                   | 2,09      | Wojciech Żurawik Spójnia Gdańsk                                                          | 2,09      |
| Skok o tyczce                 | Tadeusz Ślusarski Skra Warszawa                                                       | 5,40      | Wojciech Buciarski Legia Warszawa                                                | 5,35      | Władysław Kozakiewicz Bałtyk Gdynia                                                      | 5,30      |
| Skok w dal                    | Stanisław Szudrowicz Warta Poznań                                                     | 7,67      | Zbigniew Beta MKS AZS Warszawa                                                   | 7,61      | Roman Niciecki Olimpia Poznań                                                            | 7,45      |
| Trójskok                      | Michał Joachimowski Budowlani Bydgoszcz                                               | 16,87     | Andrzej Sontag MKS AZS Lublin                                                    | 16,38     | Ryszard Garnys Start Łódź                                                                | 16,29     |
| Pchnięcie kulą                | Mieczysław Bręczewski Legia Warszawa                                                  | 19,51     | Leszek Gajdziński Górnik Zabrze                                                  | 19,05     | Edmund Antczak Lechia Gdańsk                                                             | 18,56     |
| Rzut dyskiem                  | Leszek Gajdziński Górnik Zabrze                                                       | 60,52     | Stanisław Wołodko Zawisza Bydgoszcz                                              | 60,30     | Zbigniew Gryżboń Górnik Zabrze                                                           | 57,56     |
| Rzut młotem                   | Szymon Jagliński Flota Gdynia                                                         | 70,56     | Florian Kulczyński Gryf Słupsk                                                   | 66,68     | Stanisław Lubiejewski Flota Gdynia                                                       | 66,62     |
| Rzut oszczepem                | Bernard Werner MKS AZS Warszawa                                                       | 77,38     | Piotr Bielczyk Legia Warszawa                                                    | 75,06     | Wiesław Sierański Zawisza Bydgoszcz                                                      | 74,05     |
| Dziesięciobój                 | Ryszard Katus Gwardia Warszawa                                                        | 7938      | Lech Nikitin Legia Warszawa                                                      | 7512      | Edward Miś Wawel Krakóe                                                                  | 7497      |

### Kobiety
| Konkurencja                | 1. miejsce                                                                        | Rezultat | 2. miejsce                                                                           | Rezultat | 3. miejsce                                                                             | Rezultat |
| Bieg na 100 m              | Irena Szewińska Polonia Warszawa                                                  | 10,9 =NR | Aniela Szubert Gwardia Warszawa                                                      | 11,2     | Danuta Jędrejek Start Lublin                                                           | 11,4     |
| Bieg na 200 m              | Irena Szewińska Polonia Warszawa                                                  | 22,2     | Aniela Szubert Gwardia Warszawa                                                      | 23,3     | Barbara Bakulin Orkan Poznań                                                           | 23,5     |
| Bieg na 400 m              | Krystyna Kacperczyk Skra Warszawa                                                 | 52,8     | Danuta Piecyk Gwardia Olsztyn                                                        | 53,3     | Danuta Lejman MKS AZS Warszawa                                                         | 54,4     |
| Bieg na 800 m              | Jolanta Januchta Piast Gliwice                                                    | 2:03,7   | Danuta Siemieniuk Podlasie Białystok                                                 | 2:05,7   | Krystyna Lech Górnik Zabrze                                                            | 2:05,7   |
| Bieg na 1500 m             | Czesława Surdel Budowlani Szczecin                                                | 4:17,0   | Renata Pentlinowska Neptun Gdańsk                                                    | 4:17,4   | Bronisława Ludwichowska Gwardia Olsztyn                                                | 4:17,4   |
| Bieg na 3000 m             | Urszula Prasek Pomorze Stargard                                                   | 9:14,0   | Bronisława Ludwichowska Gwardia Olsztyn                                              | 9:15,5   | Renata Pentlinowska Neptun Gdańsk                                                      | 9:16,0   |
| Bieg na 100 m przez płotki | Teresa Nowak Gwardia Warszawa                                                     | 12,8     | Grażyna Rabsztyn Gwardia Warszawa                                                    | 13,3     | Bożena Nowakowska Warszawianka                                                         | 13,3     |
| Bieg na 400 m przez płotki | Danuta Piecyk Gwardia Olsztyn                                                     | 58,9     | Zofia Zwolińska Gwardia Warszawa                                                     | 59,2     | Danuta Gąska Budowlani Bydgoszcz                                                       | 60,4     |
| Sztafeta 4 × 400 m         | Skra Warszawa Bogumiła Wiśniecka Anna Bukis Danuta Manowiecka Krystyna Kacperczyk | 3:38,1   | Gwardia Olsztyn Urszula Styranka Honorata Markowska Danuta Wierzbowska Danuta Piecyk | 3:38,3   | MKS AZS Warszawa Elżbieta Koleśnik Teresa Kopycińska Barbara Waśniewwska Danuta Lejman | 3:46,9   |
| Skok wzwyż                 | Danuta Hołowińska Lumel Zielona Góra                                              | 1,75     | Halina Fornal Granat Skarżysko Elżbieta Wiśniewska Górnik Zabrze                     | 1,65     |                                                                                        |          |
| Skok w dal                 | Maria Żukowska MKS AZS Warszawa                                                   | 6,35     | Anna Włodarczyk MKS AZS Warszawa                                                     | 6,26     | Małgorzata Sadalska Skra Warszawa                                                      | 6,20     |
| Pchnięcie kulą             | Ludwika Chewińska Gwardia Warszawa                                                | 18,11    | Janina Kalina Wisła Kraków                                                           | 16,59    | Beata Habrzyk Górnik Zabrze                                                            | 15,70    |
| Rzut dyskiem               | Danuta Rosani Gwardia Warszawa                                                    | 55,38    | Halina Barucha Wisła Kraków                                                          | 52,32    | Danuta Bazylska Górnik Zabrze                                                          | 50,58    |
| Rzut oszczepem             | Daniela Jaworska Skra Warszawa                                                    | 55,22    | Florentyna Flak MKS AZS Gdańsk                                                       | 52,60    | Cecylia Bajer Naprzód Rydułtowy                                                        | 51,74    |
| Pięciobój                  | Barbara Jaźwicka Olimpia Poznań                                                   | 4068     | Jolanta Szuba Śląsk Wrocław                                                          | 4052     | Miria Turek Bałtyk Gdynia                                                              | 3896     |

## Biegi przełajowe
47. mistrzostwa Polski w biegach przełajowych rozegrano 31 marca w Kielcach. Seniorki rywalizowały na dystansach 2 kilometrów i 4 kilometrów, a seniorzy na 8 km i 16 km.

### Mężczyźni
| Konkurencja             | 1. miejsce                             | Rezultat | 2. miejsce                    | Rezultat | 3. miejsce                     | Rezultat |
| Bieg przełajowy (8 km)  | Bronisław Malinowski Olimpia Grudziądz | 25:18,4  | Zbigniew Sawicki Wawel Kraków | 25:18,8  | Jerzy Kowol Górnik Zabrze      | 25:24,6  |
| Bieg przełajowy (16 km) | Zbigniew Pierzynka niestowarzyszony    | 51:25,6  | Edward Mleczko Cracovia       | 51:26,2  | Edward Łęgowski Legia Warszawa | 51:34,0  |

### Kobiety
| Konkurencja            | 1. miejsce                              | Rezultat | 2. miejsce                        | Rezultat | 3. miejsce                         | Rezultat |
| Bieg przełajowy (2 km) | Czesława Surdel Budowlani Szczecin      | 5:45,0   | Zofia Kołakowska Gwardia Olsztyn  | 5:50,8   | Barbara Rubaszewska SZS-AZS Kraków | 5:54,2   |
| Bieg przełajowy (4 km) | Bronisława Ludwichowska Gwardia Olsztyn | 13:01,6  | Renata Pentlinowska Neptun Gdańsk | 13:13,2  | Jadwiga Czyż Nadodrze Zielona Góra | 13:27,2  |

## Maraton
Maratończycy (tylko mężczyźni) rywalizowali 16 czerwca w Dębnie. Zawody miały obsadę międzynarodową. Zwyciężył Edward Łęgowski (2:16;48,0), dwa kolejne miejsca zajęli biegacze z NRD: Joachim Truppel (2:16:52,4) i Bernd Arnhold (2:17:02,2). Wynik Łęgowskiego był nowym nieoficjalnym rekordem Polski.
| Konkurencja | 1. miejsce                     | Rezultat     | 2. miejsce                | Rezultat  | 3. miejsce                   | Rezultat  |
| Maraton     | Edward Łęgowski Legia Warszawa | 2:16:48,0 NR | Ryszard Chudecki ŁKS Łódź | 2:18:40,0 | Edward Stawiarz Wawel Kraków | 2:18:58,8 |

## Chód na 50 km
Mistrzostwa w chodzie na 50 kilometrów mężczyzn odbyły się 21 lipca w Poznaniu.
| Konkurencja   | 1. miejsce                      | Rezultat  | 2. miejsce                       | Rezultat  | 3. miejsce                  | Rezultat  |
| Chód na 50 km | Stanisław Korneluk Flota Gdynia | 4:17:36,0 | Bohdan Bułakowski Legia Warszawa | 4:22:06,8 | Bogusław Kmiecik Start Łódź | 4:27:36,6 |

## Sztafeta 4×100metrów
Biegi sztafetowe × 100 metrów kobiet rozegrano 21 września w Łodzi, a mężczyzn 22 września w Zielonej Górze.
| Konkurencja | 1. miejsce                                                                     | Rezultat | 2. miejsce                                                                    | Rezultat | 3. miejsce                                                                        | Rezultat |
| Mężczyźni   | Gwardia Warszawa Jan Werner Jerzy Ługowski Marek Bedyński Mirosław Podkomorzy  | 40,5     | AZS Wrocław Jan Alończyk Maciej Balin Stanisław Tarnawski Jacek Siemiątkowski | 40,8     | Legia Warszawa Zenon Nowosz Wojciech Romanowski Andrzej Olszowy Waldemar Stańczuk | 41,4     |
| Kobiety     | Polonia Warszawa Bogusława Opara Zofia Filip Krystyna Mandecka Irena Szewińska | 45,6     | Górnik Zabrze Helena Fliśnik Elżbieta Gorąca Barbara Mika Elżbieta Wojsz      | 45,9     | AZS Poznań Ewa Witkowska Jolanta Grajewska Iwona Skibicka Elżbieta Piwosz         | 46,3     |